# Нефеш (памятник)
Нефеш (др.-евр. נפש‬; буквально «душа»; мн.ч. нефашот) — у семитов тип могильного памятника в форме массивного полого шатра.
В талмудической литературе есть слово «нефеш», נפש, נפשא или רימום, — все эти названия означают не памятник из одного камня, а целое сооружение, воздвигнутое на могиле, которое в народном наречии получило название «охель», אהל (шатёр). Нефеш также устраивался при жизни человека на случай его смерти, иногда он воздвигался и над временными могилами.
Законоучители считали, что отмечать всякую могилу каким-нибудь знаком прямо предписывается библейским законом. Но вместе с тем «нефеш» служил и в качестве памятника. Так, рабби Симон бен-Гамлиил говорит: «праведникам нет необходимости ставить „нефеш“, так как их слова служат им памятником».
Агада рассказывает о «нефеше», поставленном над могилой собаки, пожертвовавшей собой ради спасения многих лиц, хотя здесь о ритуальных целях не может быть и речи.
Нефеш служил также жильем для сторожа, охранявшего могилу; его нельзя было употреблять для других целей и извлекать какую-либо выгоду.

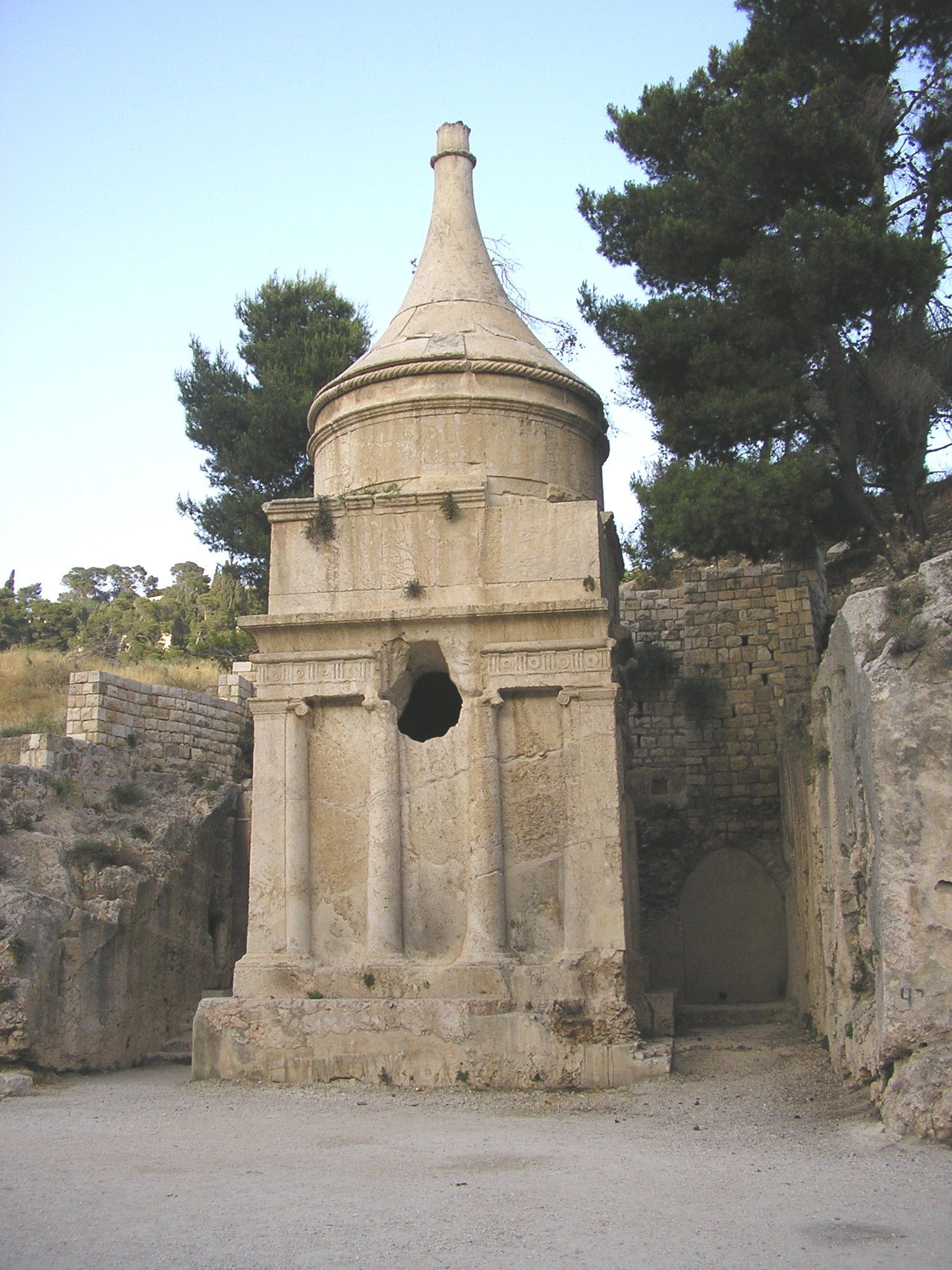
Авессаломов памятник (Иерусалим)
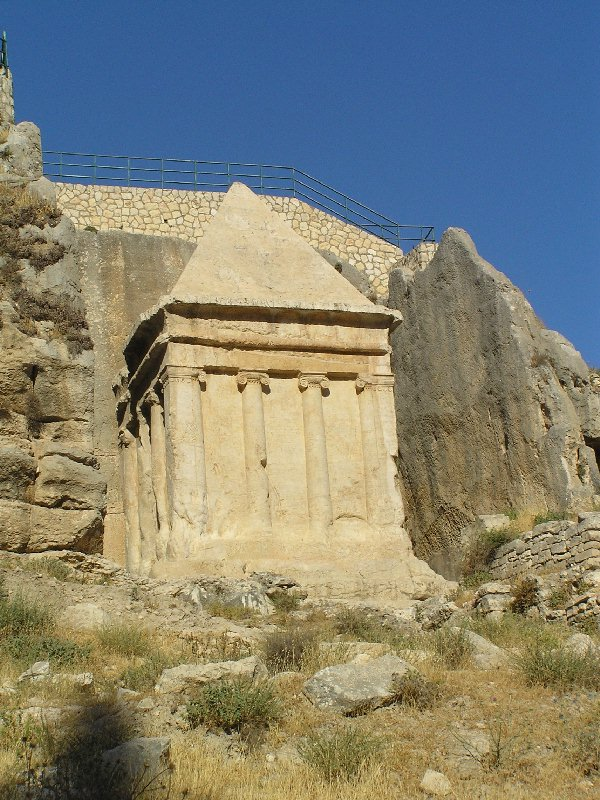
Гробница Захарии (долина Кидрон)
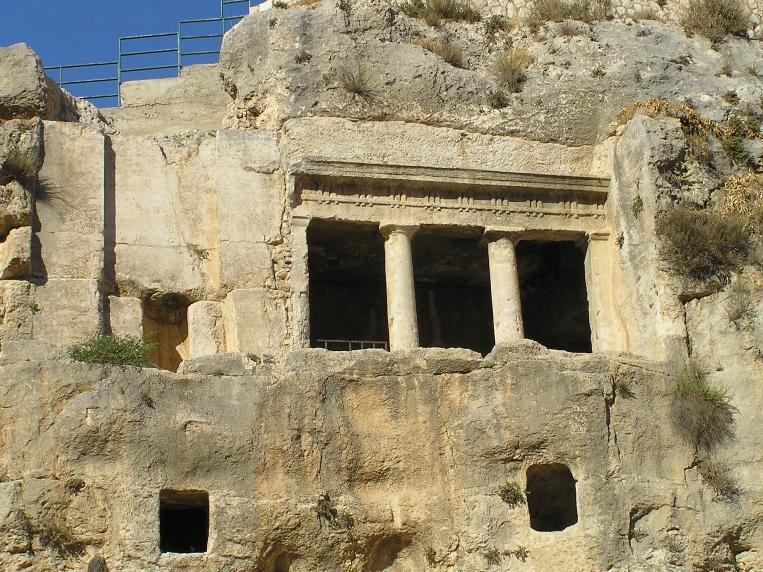
Гробница семьи Хезир (долина Кидрон) имеет надпись «Здесь могила и нефеш...» с перечнем имён

Каббалистическая школа Лурии видела особое мистическое значение такого надгробия ради поддержки связи с душой покойного ради её очищения («тиккун нефеш»).